# Marcelo Santos
Raúl Marcelo Santos Colindres (ur. 2 sierpnia 1992 w La Ceiba) – honduraski piłkarz występujący na pozycji prawego obrońcy, reprezentant Hondurasu, od 2017 roku zawodnik Motagui.